# Gyula Dobay

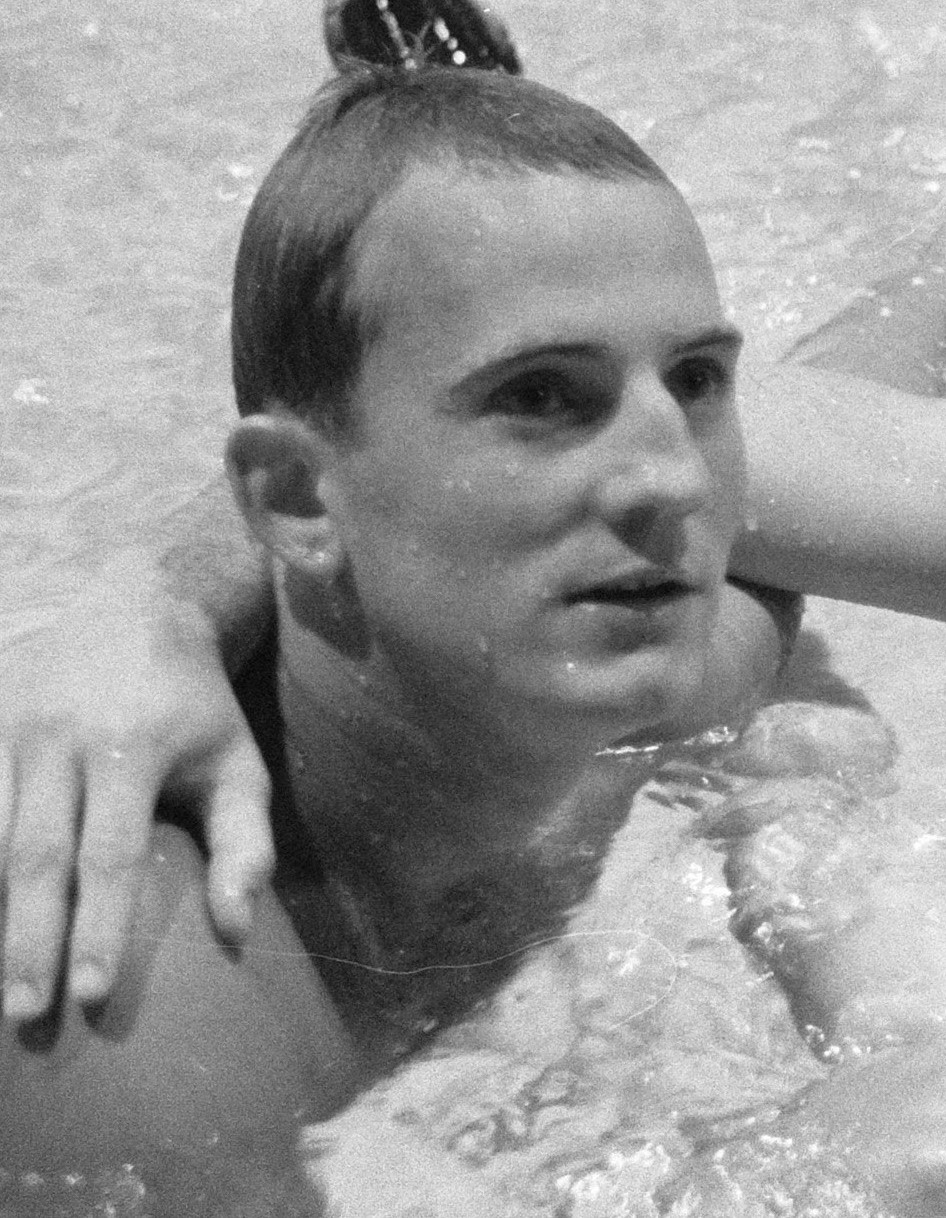
Gyula Dobay bei den Olympischen Spielen 1960

Gyula Dobay oder Gyula Dobai (* 18. November 1937 in Szeged, Königreich Ungarn; † 11. Juni 2007 in Budapest) war ein ungarischer Schwimmer. Er gewann bei Europameisterschaften eine Silbermedaille und zwei Bronzemedaillen.

## Sportliche Karriere
1956 bei den Olympischen Spielen in Melbourne verfehlte Dobay als Zehnter des Halbfinales den Endlauf um eine Zehntelsekunde, er war zweitbester Europäer hinter dem Franzosen Aldo Eminente. Die ungarische 4-mal-200-Meter-Freistilstaffel mit Gyula Dobay, György Csordás, Sándor Záborszky und Jenő Áts war im Vorlauf zehntschnellste unter elf beteiligten Staffeln. Nachdem 1956 der Ungarische Volksaufstand blutig niedergeschlagen worden war, gehörte Dobay zu jenen ungarischen Sportlern, die nach den Olympischen Spielen 1956 nicht unmittelbar nach Ungarn zurückkehrten. Er versuchte sich in den Vereinigten Staaten durchzusetzen, fand aber keinen dauerhaften Job. Nach 16 Monaten zog er wieder nach Ungarn, wo er wie 1956 in die Nationalmannschaft berufen wurde.
Bei den Europameisterschaften 1958 in Budapest wurde er über 100 Meter Freistil Dritter hinter dem Italiener Paolo Pucci und Wiktor Konopljow aus der Sowjetunion. Seine zweite Medaille gewann Katona mit der 4-mal-200-Meter-Freistilstaffel. Hinter den Teams aus der Sowjetunion und aus Italien wurden Gyula Dobay, György Müller, Imre Nyéki und József Katona Dritte mit vier Sekunden Rückstand auf die Italiener und fast drei Sekunden Vorsprung auf die viertplatzierte Staffel aus der DDR. Die ungarische 4-mal-100-Meter-Lagenstaffel mit László Magyar, György Kunsági, György Tumpek und Gyula Dobay erschwamm vier Sekunden hinter dem Quartett aus der Sowjetunion den zweiten Platz vor den Italienern.
In Rom bei den Olympischen Spielen 1960 erreichten mit Dobay und dem Schweden Per-Ola Lindberg zwei Europäer das Finale über 100 Meter Freistil. 0,9 Sekunden hinter dem Drittplatzierten belegte Dobay den fünften Platz, Lindberg wurde Achter. Der 4-mal-200-Meter-Freistilstaffel mit György Müller, László Lantos, Gyula Dobay und József Katona fehlten als vorlaufzehnter Staffel zwei Sekunden zum Finaleinzug.
Zwei Jahre später bei den Europameisterschaften 1962 in Leipzig erreichte Dobay den siebten Platz über 100 Meter Freistil. Mit der Lagenstaffel wurde er Fünfter. 1963 bei der Universiade in Porto Alegre siegte Dobay mit der ungarischen Lagenstaffel und wurde Zweiter mit der 4-mal-100-Meter-Freistilstaffel. Über 100 Meter Freistil belegte er den dritten Platz.
1964 bei den Olympischen Spielen in Tokio erreichte Dobay wie vier Jahre zuvor das Finale über 100 Meter Freistil und wurde Siebter mit 0,9 Sekunden Rückstand auf den drittplatzierten Deutschen Hans-Joachim Klein. Die ungarische 4-mal-100-Meter-Freistilstaffel mit Antal Száll, Ákos Gulyás, László Szlamka und Gyula Dobay wurde mit 0,5 Sekunden Rückstand auf die achtbeste Staffel Vorlaufneunte. In der Lagenstaffel erreichten József Csikány, Ferenc Lenkei, József Gulrich und Gyula Dobay das Finale und belegten den sechsten Platz. Die 4-mal-200-Meter-Freistilstaffel mit Gyula Dobay, Csaba Ali, György Kosztolánczy und József Katona schwamm im Vorlauf die elftschnellste Zeit. 1965 gewann Dobay bei der Universiade in Budapest die Bronzemedaille sowohl mit der 4-mal-100-Meter-Freistilstaffel als auch mit der Lagenstaffel.
Dobay schwamm für Újpesti TE und eröffnete später ein Sportgeschäft. Er war mit der Schwimmerin Csilla Madarász verheiratet.